# Hungarian International 2014
Die Hungarian International 2014 fanden vom 30. Oktober bis zum 2. November 2014 in Budaörs statt. Es war die 39. Auflage dieser internationalen Meisterschaften von Ungarn im Badminton.

## Sieger und Platzierte
| Disziplin    | Gold                                 | Silber                            | Bronze                                   |
| ------------ | ------------------------------------ | --------------------------------- | ---------------------------------------- |
| Herreneinzel | Kasper Dinesen                       | Zvonimir Đurkinjak                | Mark Caljouw                             |
| Herreneinzel | Kasper Dinesen                       | Zvonimir Đurkinjak                | Iikka Heino                              |
| Dameneinzel  | Fontaine Chapman                     | Sandra-Maria Jensen               | Olga Golovanova                          |
| Dameneinzel  | Fontaine Chapman                     | Sandra-Maria Jensen               | Fabienne Deprez                          |
| Herrendoppel | Zvonimir Đurkinjak Zvonimir Hölbling | Andreas Berthelsen Kasper Dinesen | Iikka Heino Anton Kaisti                 |
| Herrendoppel | Zvonimir Đurkinjak Zvonimir Hölbling | Andreas Berthelsen Kasper Dinesen | Filip Michael Duwall Myhren Steve Olesen |
| Damendoppel  | Cheah Yee See Goh Yea Ching          | Josephine van Zaane Emma Wengberg | Steffi Annys Flore Vandenhoucke          |
| Damendoppel  | Cheah Yee See Goh Yea Ching          | Josephine van Zaane Emma Wengberg | Tatjana Bibik Olga Golovanova            |
| Mixed        | Ben Lane Jessica Pugh                | Jakub Bitman Alžběta Bášová       | Ramazan Öztürk Neslihan Kılıç            |
| Mixed        | Ben Lane Jessica Pugh                | Jakub Bitman Alžběta Bášová       | Jeppe Ludvigsen Mai Surrow               |